# Corallium maderense
Corallium maderense is een zachte koraalsoort uit de familie Coralliidae. De koraalsoort komt uit het geslacht Corallium. Corallium maderense werd in 1899 voor het eerst wetenschappelijk beschreven door Johnson. 